# Micrathyria artemis
Micrathyria artemis – gatunek ważki z rodziny ważkowatych (Libellulidae). Występuje na terenie Ameryki Południowej.